# 永不凋谢的红花
《永不凋谢的红花》是中国第一部根据真人真事拍摄的电视报告剧。上海电视台电视剧部录制，黄允编剧，李莉导演，根据张志新事迹改编。1979年7月1日播出，片长一集，获1979年全国优秀电视剧“飞天奖”单本剧一等奖。